# Ferdinand Vouk
Ferdinand Vouk (* 29. September 1957) ist ein österreichischer ÖBB-Angestellter und Politiker (SPÖ). Von 2004 bis 2008 
war er Abgeordneter zum Kärntner Landtag.
Vouk ist seit 1985 Gemeinderat in Velden am Wörther See und wurde 1989 in den Gemeindevorstand gewählt. 2001 übernahm er das Bürgermeisteramt und wurde bei der Bürgermeisterdirektwahl 2009 mit 74 Prozent in seinem Amt bestätigt.
Vouk ist verheiratet und Vater eines Sohnes und einer Tochter.
| Personendaten    | Personendaten                    |
| ---------------- | -------------------------------- |
| NAME             | Vouk, Ferdinand                  |
| ALTERNATIVNAMEN  | Ferdi                            |
| KURZBESCHREIBUNG | österreichischer Politiker (SPÖ) |
| GEBURTSDATUM     | 29. September 1957               |